# 庵原村
庵原村（いはらむら）は、静岡県の中部、庵原郡に属していた村である。
現在の静岡市清水区西部、庵原川上流域にあたる。

## 地理
- 山：高山、高根山
- 河川：庵原川、山切川

## 歴史
- 1889年（明治22年）4月1日 - 町村制の施行により、茂畑村、広瀬村、尾羽村、草ヶ谷村、山切村、杉山村、庵原村、伊左布村、吉原村、原村が合併して発足。
- 1961年（昭和36年）6月28日 - 清水市に編入。同日庵原村廃止。
- 2003年（平成15年）4月1日 - 清水市が静岡市と合併し、改めて静岡市が発足。
- 2005年（平成17年）4月1日 - 静岡市が政令指定都市に移行し、旧村域は清水区となる。

## 交通

### 道路
新東名高速道路が旧村内を通っており、新清水ジャンクションと清水いはらインターチェンジがある。

### 鉄道路線
- 庵原軌道（1914年開通、1916年廃止）
  - 庵原軌道線
    - 庵原役場前駅 - 庵原郵便局前駅 - 庵原新田駅 - 庵原金谷駅